# Gerald Schneider (Politikwissenschaftler)
Gerald Schneider (* 14. April 1962 in Zürich, Schweiz) ist ein Schweizer Politologe und Professor für Internationale Politik am Fachbereich für Politik- und Verwaltungswissenschaft der Universität Konstanz.

## Akademischer Werdegang
Nach einer Juristenausbildung von 1981 bis 1983 in Winterthur und Bern studierte Schneider zwischen 1983 und 1988 Politikwissenschaft, Volkswirtschaftslehre und Allgemeine Geschichte an der Universität Zürich. Parallel dazu wirkte er dort zwischen 1984 und 1991 als wissenschaftliche Hilfskraft, Projektmitarbeiter und wissenschaftlicher Assistent bei den Professoren Daniel Frei und Ulrich Klöti. Nach Aufenthalten an der University of Essex und der Århus Universitet promovierte er 1991 an der Universität Zürich. Danach folgte mit Hilfe eines Stipendiums für fortgeschrittene Forscher des Schweizerischen Nationalfonds bis 1993 ein Aufenthalt als Post-Doktorand an der University of Michigan.
Von 1992 bis 1994 war Schneider Lehrbeauftragter am Genfer Hochschulinstitut für internationale Studien und von 1994 bis 1997 Programmleiter und Lehrbeauftragter an der Universität Bern. Parallel dazu übernahm er auch Vertretungen an der Universität Konstanz, wo er seit 1997 Ordinarius für Internationale Politik ist.
Forschungsaufenthalte führten Schneider unter anderem an die Harvard University, die University of Michigan (Ann Arbor), das Peace Research Institute Oslo und die Università di Siena. Zwischen 2002 und 2004 wirkte Schneider als gewählter Vizepräsident der International Studies Association, der weltweit größten Standesorganisation in der Disziplin der Internationalen Beziehungen. Schneider ist geschäftsführender Herausgeber der wissenschaftlichen Fachzeitschrift European Union Politics (EUP). EUP gehört seit mehreren Jahren in Folge gemäß der ISI-Web of Science-Rangliste zu den weltweit zehn bedeutendsten internationalen politikwissenschaftlichen Fachzeitschriften.

## Forschung
Schneider ist Autor bzw. Ko-Autor von über einhundert wissenschaftlichen Veröffentlichungen, darunter mehr als zwei Dutzend Aufsätzen in international gelisteten Fachzeitschriften. Seine Forschungsschwerpunkte liegen unter anderem in der Analyse von politischen Entscheidungsprozessen, den Verhandlungsprozessen innerhalb der Europäischen Union sowie den Ursachen und Konsequenzen von militärischen Konflikten. Gegenwärtige Forschungsprojekte beschäftigen sich mit der Politischen Ökonomie von Finanzmärkten, dem Zusammenhang zwischen gesellschaftlicher Polarisierung und politischer Gewalt sowie der möglichen Eskalation bei Gruppenentscheidungen.

## Veröffentlichungen (Auswahl)

### Zeitschriftenbeiträge
- Michael M. Bechtel und Gerald Schneider. 2010. Eliciting Substance from ‘Hot Air’: Financial Market Responses to EU Summit Decisions on European Defense", in: International Organization 64(2): 199–223.

- Gerald Schneider und Nina Wiesehomeier. 2008. Rules that Matter: Political Institutions and the Diversity-Conflict Nexus, in: Journal of Peace Research 45(2): 183–203.

- Gerald Schneider und Joan Esteban. 2008. Polarization and Conflict: Theoretical and Empirical Issues, in: Journal of Peace Research 45 (2): 131–141.

- Gerald Schneider. 2008. De Deliberatibus Disputandum Est: A Response to Jürg Steiner, in: European Political Science 7: 199–208.

- Margit Bussmann und Gerald Schneider. 2007. When Globalization Discontent Turns Violent: Foreign Economic Liberalization and Internal War. International Studies Quarterly 51(1): 79–97.

- Gerald Schneider, Daniel Finke und Konstantin Baltz. 2007. With a Little Help From Your State: Interest Intermediation in Domestic Pre-negotiations of EU Legislation, in: Journal of European Public Policy 14(3): 444–459.

- Gerald Schneider und Christian W. Martin. 2007. Konvergenz, regulativer Wettbewerb oder internationale Normen? Determinanten der Außenwirtschaftsliberalisierung, 1978–2002. Politische Vierteljahresschrift 38: 449–469.

- Gerald Schneider. 2007. Why is European political science so unproductive and what should be done about it: a symposium, in: European Political Science 6: 156–159.

- Gerald Schneider. 2007. The Quest for the Holy Grant – On the (Mis)allocation of Money in European Political Science, in: European Political Science 6: 160–168.

- Gerald Schneider und Vera Tröger. 2006. War and the World Economy: Stock Market Reactions to International Conflict, 1990–2000. Journal of Conflict Resolution 50(5): 623–645.

- Gabriele Ruoff und Gerald Schneider. 2006. Segregation in the Class Room? A Test of the Schelling Model, in: Rationality and Society 18(1): 95–117

- Thilo Bodenstein und Gerald Schneider. 2006. Capitalist Junctures: Explaining Economic Openness in the Transition Countries, in: European Journal of Political Research 45(3): 367–497.

- Gerald Schneider 2005. Capacity and Concessions: Bargaining Power in Multilateral Negotiations, in: Millennium 33(3): 665–690.

- Christina Zimmer, Gerald Schneider und Michael Dobbins. 2005. The Contested Council: The Conflict Dimensions of an Intergovernmental EU Institution, in: Political Studies 53(2): 403–422.

- Margit Bussmann, Gerald Schneider und Nina Wiesehomeier. 2005. Foreign Economic Liberalization and Civil War in Sub-Saharan Africa European, in: Journal of International Relations 11(4): 551–579.

- Gerald Schneider und Ulrike Sabrina Krämer. 2004. The Limitations of Fair Division: An Experimental Evaluation of Three Procedures, in: Journal of Conflict Resolution 48(4): 506–524.
- Gerald Schneider und Konstantin Baltz. 2003. Gängelband der Verbände: Zum Einfluss von Partikularinteressen auf die deutsche EU-Politik, in Zeitschrift für Europa- und Staatswissenschaften 1(2): 199–219.

- Jacob Bercovitch und Gerald Schneider. 2000. Who Mediates? The Political Economy of International Conflict Management, in: Journal of Peace Research 37(2): 387–404.

- Thomas Holzer, Gerald Schneider und Thomas Widmer. 2000. Discriminating Decentralization: Federalism and the Handling of Asylum Applications in Switzerland, 1988–1996, in: Journal of Conflict Resolution 44(2): 250–276.

- Mark D. Aspinwall und Gerald Schneider. 2000. Same Table, Separate Menu. The Institutionalist Turn in Political Science and the Study of European Integration, in: European Journal of Political Research 38(1): 1–36.

- Gerald Schneider und Claudia Seybold. 1997. Twelve Tongues, Once Voice: An Evaluation of European Political Cooperation, in: European Journal of Political Research 37(3): 367–396.

- Gerald Schneider. 1997. Die bürokratische Politik der Außenpolitikanalyse. Die angewandte IB-Forschung auf der Suche nach eigenen Grundlagen, in: Zeitschrift für Internationale Beziehungen 4(1): 107–124.

- Gerald Schneider und Patricia A. Weitsman. 1996. The Punishment Trap: Integration Referendums as Popularity Contests, in: Comparative Political Studies 28(4): 582–607.

- Gerald Schneider und Lionel Marquis. 1996. Wer kommt als Vermittler zum Zuge? Überschätzte und unterschätzte Anforderungsfaktoren für Mediationstätigkeiten, in: Swiss Political Science Review 2(3): 69–82.

- Gerald Schneider. 1995. The Limits of Self-Reform: Institution Building in the European Community, in: European Journal of International Relations I: 59–86.

- Gerald Schneider und Cyrill Hess. 1995. Die innenpolitische Manipulation der Aussenpolitik: Die Logik von Ratifikationsdebatten in der direkten Demokratie, in: Swiss Political Science Review I (2–3): 93–111.

- Lars-Erik Cederman and Gerald Schneider. 1994. The Change of Tide in Political Cooperation: A Limited Information Model of European Integration, in: International Organization 48(4): 633–662.

- Gerald Schneider. 1994. Rational Choice und kommunikatives Handeln. Eine Replik auf Harald Müller. Zeitschrift für Internationale Beziehungen 1: 357–366.

### Bücher und Sonderhefte
- Gerald Schneider, Margit Bussmann und Andreas Hasenclever. 2009. Identität, Institutionen und Ökonomie: Ursachen innenpolitischer Gewalt. Sonderheft Politische Vierteljahresschrift.
- Gerald Schneider, Michael M. Bechtel und Christian Fahrholz. 2009. Krieg, Kooperation, Kursverlauf: Die Internationale Politische Ökonomie von Finanzmärkten. Wiesbaden: VS Verlag.
- Gerald Schneider und Joan Esteban. 2008. Polarization and Conflict. Special Issue of the Journal of Peace Research.
- Schneider, Gerald, Katherine Barbieri und Nils Petter Gleditsch. 2003. Globalisation and Armed Conflict. Lanham, MD: Rowman & Littlefield.
- Gerald Schneider und Thomas Holzer. 2002. Asylpolitik auf Abwegen. Nationalstaatliche und europäische Reaktionen auf die Globalisierung der Flüchtlingsströme. Opladen: Leske + Budrich.
- Gerald Schneider und Mark D. Aspinwall. 2001. The Rules of Integration: Institutionalist Approaches to the Study of Europe. Manchester: Manchester University Press.
- Gerald Schneider, Peter Moser und Gebhard Kirchgässner. 2000. Decision Rules in the European Union: A Rational Choice Perspective. London: Macmillan.
- Gerald Schneider. 1988. Vom Sonderfall zum Normalfall. Eine Einführung in die schweizerische Aussenpolitik. Zürich: Pro Helvetia.
- Gerald Schneider und Patricia A. Weitsman. 1997. Enforcing Cooperation: ‘Risky’ States and Intergovernmental Management of Conflict. London: Macmillan.
- Gerald Schneider, Patricia A. Weitsman und Thomas Bernauer. 1995. Towards a New Europe: Stops and Starts in Regional Integration. Westport, CT: Praeger.
- Gerald Schneider. 1991. Time, Planning, and Policy Making: An Evaluation of a Complex Relationship. Berlin/New York.